# Diócesis de Neoburgo
La diócesis de Neoburgo (en latín: Dioecesis Stafnensis y en alemán: Bistum Neuburg) fue una circunscripción eclesiástica de la Iglesia católica en Alemania. Fue suprimida circa 802 al ser unida a la diócesis de Augsburgo. Se trataba de una diócesis latina, sufragánea de la arquidiócesis de Salzburgo.

## Territorio y organización

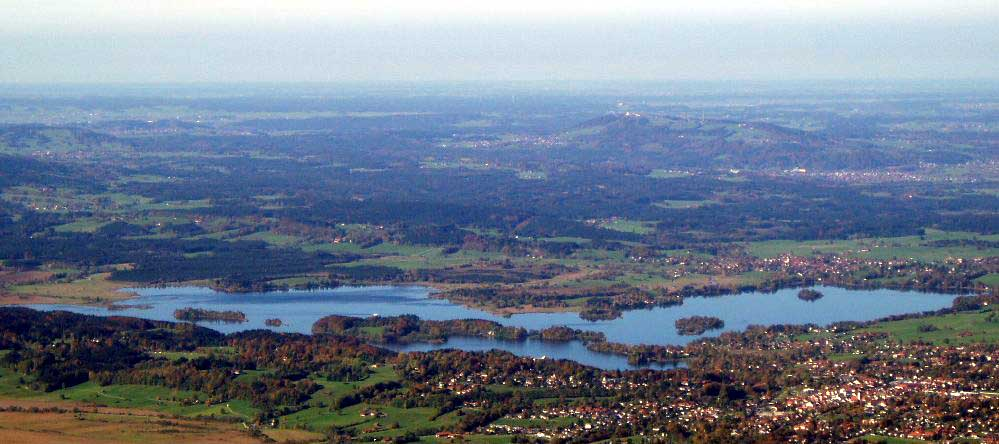
La isla Wörth (la gran isla central) en el lago Staffel en una vista aérea desde el este

La diócesis extendía su jurisdicción sobre los fieles católicos de rito latino residentes en parte de la región de Alta Baviera, que hoy es parte del estado de Baviera. El río Lech la separaba de la diócesis de Augsburgo.
La sede de la diócesis se encontraba en la ciudad de Neoburgo (en alemán: Neuburg an der Donau), a donde se trasladó a finales del siglo VIII desde el monasterio de Staffelsee, que era una abadía benedictina ubicada en la isla Wörth en el lago Staffel, cerca de la localidad de Murnau en los Alpes bávaros. La iglesia abacial estaba dedicada al arcángel san Miguel.

## Historia
El monasterio de Staffelsee fue fundado a mediados del siglo VIII. La fundación tuvo lugar probablemente antes de 750, por el patrocinio de unos jóvenes de la nobleza bávara que deseaban vivir en comunidad cristiana, impulsados por los carolingios, deseosos de cristianizar a los pueblos germánicos de la zona. Según tradición fue fundado en 740 por Elilando, uno de los "condes de Antdorf". Estos condes fueron los hermanos Waldram, Elilando y Landfrido, pertenecientes a la antigua nobleza bávara de los Huosi y responsables del patrocinio y fundación de numerosos monasterios en la Alta Baviera, como los de Benediktbeuren, Wessobrunn, Schlehdorf, Sandau, Kochel y Polling. El monasterio de Staffelsee contó inicialmente con 25 monjes benedictinos y en el otoño de 742 la iglesia del monasterio fue consagrada por san Bonifacio, obispo misionero llamado el "apóstol de los germanos", en presencia del obispo de Augsburgo Wigberto y del duque Odilón I de Baviera.
Los primeros obispos fueron los abades del monasterio, encargados de la evangelización del lugar. Al final de su existencia, a principios del siglo IX, la sede del obispado se situaba en la ciudad de Neoburgo, junto al río Danubio.
Inicialmente sufragánea de la arquidiócesis de Maguncia, como el resto de las diócesis bávaras y suabas (Salzburgo, Frisinga, Passau, Ratisbona y Augsburgo) que fueron organizadas por Bonifacio, el papa León III el 20 de abril de 798 la transfirió a la nueva provincia eclesiástica de la arquidiócesis de Salzburgo. 
El obispo Simperto, sobrino de Carlomagno, fue nombrado también obispo de Augsburgo y unió ambas diócesis en algún momento entre los años 801 y 807 (falleció el 13 de octubre de 807). Esto significó que la diócesis de Neuburgo dejó de existir.
El monasterio de Staffelsee se cree que fue destruido a principios del siglo X por los magiares.

## Episcopologio
- Weggo † (740-765)
- Manno † (?-antes de 774 falleció)
- Odalbert † (777-789)

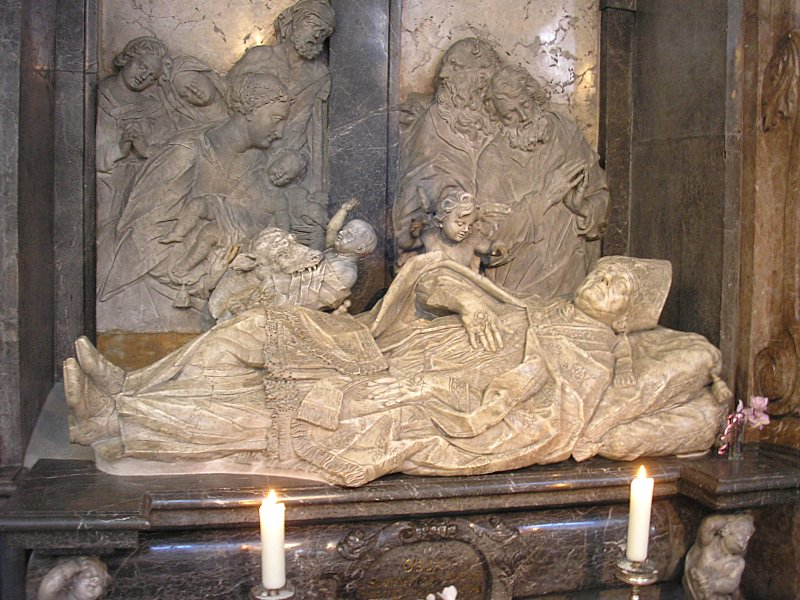
Sepulcro de san Simperto en la basílica de San Ulrico y Santa Afra, en Augsburgo

- San Simperto † (789-801/13 de octubre de 807 falleció)